# Епархия Чикинкиры
Епархия Чикинкиры (лат. Dioecesis Chiquinquirensis) — епархия Римско-Католической церкви с центром в городе Чикинкира, Колумбия. Епархия Чикинкиры входит в митрополию Тунхи. Кафедральным собором епархии Чикинкиры является церковь Святейшего Сердца Иисуса.

## История
26 апреля 1977 года Римский папа Павел VI издал буллу «Qui Divino Consilio», которой учредил епархию Чикинкиры, выделив её из архиепархии Тунхи.

## Ординарии епархии
- епископ Alberto Giraldo Jaramillo P.S.S.[1] (26.04.1977 — 26.07.1983) — назначен епископом Кукуты;
- епископ Álvaro Raúl Jarro Tobos (19.06.1984 — 24.06.1997) — назначен ординарием Военного ординариата Колумбии;
- епископ Héctor Luis Gutiérrez Pabón (2.02.1998 — 6.08.2003) — назначен епископом Энгативы;
- епископ Luis Felipe Sánchez Aponte (11.02.2004 — 6.06.2025, в отставке);
- епископ Ramón Alberto Rolón Güepsa (6.06.2025 — по настоящее время).

## Источник
- Annuario Pontificio, Libreria Editrice Vaticana, Città del Vaticano, 2003, ISBN 88-209-7422-3
- Булла Qui divino consilio, AAS 69 (1977), стр. 435  (лат.)